# مزرعه درخت کریسمس
مزرعه درخت کریسمس (به انگلیسی: Christmas Tree Farm) آهنگیی کریسمسی است که توسط ترانه‌سرا و خواننده آمریکایی تیلور سویفت نوشته و ضبط شده و توسط سوئیفت و جیمی نیپس تهیه شده‌است. این آهنگ به همراه موزیک ویدئو در همان روز به صورت تک در ۶ دسامبر ۲۰۱۹ منتشر شد. «مزرعه درخت کریسمس» که با مقدمه ای شبیه به تصنیف آغاز می‌شود، به عنوان یک آهنگ پاپ اپتمپو شاد با عناصر ارکسترال سرسبز و اشعار عاشقانه توصیف شده‌است.
"مزرعه درخت کریسمس" در نمودار چندین کشور از جمله استرالیا ، بلژیک ، کانادا ، مجارستان ، ایرلند ، انگلستان ، ایالات متحده و اسکاتلند برای اولین بار ظاهر شد. این آهنگ با انتقادات مثبت منتقدان موسیقی روبرو شد و آنها ترانه سرایی سوئیفت را مورد تحسین قرار دادند. موزیک ویدئو این آهنگ مجموعه ای از فیلم های خانگی است که روزهای کودکی سوئیفت در مزرعه درخت کریسمسی که در آن بزرگ شده به تصویر می کشد. در این ویدئو خودش ، برادرش آستین سویفت و والدینش حضور دارند.

## نوشتن و ضبط
سوئیفت در عرض شش روز آهنگ را نوشت و منتشر کرد. او این ترانه را در روز اول دسامبر ۲۰۱۹ و یکشنبه قبل از انتشار آن نوشت و سپس روز بعد با جیمی نیپس آن را ضبط کرد. یک روز پس از آن، گروهی از خوانندگان کر موسیقی را به پایان رساندند.این آهنگ در ۵ دسامبر ۲۰۱۹ در صبح بخیر آمریکا اعلام شد و در نیمه شب روز بعد به همراه یک موزیک ویدیوی همراه ساخته شده از ویدیوهای خانگی منتشر شد.